# إدوارد ويليام أوسوليفان
إدوارد ويليام أوسوليفان (بالإنجليزية: Edward William O'Sullivan)‏ هو صحفي أسترالي، ولد في 17 مارس 1846، وتوفي في 25 أبريل 1910.